# P-83 Wanad
A P-83 Wanad (Vanádio) é uma pistola semiautomática polonesa de ação simples e dupla, com câmara para o cartucho 9×18mm Makarov e projetada por Ryszard Chełmicki e Marian Gryszkiewicz, do instituto de pesquisa estatal Ośrodek Badawczo-Rozwojowy, em Radom. A P-83 sucedeu a P-64 como arma secundária do Exército e da polícia poloneses. A P-83 não é mais usada pela polícia polonesa, mas continua em uso por algumas unidades do exército polonês. Foi substituída pelas pistolas Walther P99 na polícia e, em parte, pelas pistolas VIS 100 e WIST-94 no exército polonês.

## Detalhes do projeto
A P-83 é uma pistola de ação dupla/ação simples, com sistema de blowback simples e carregador monofilar para 8 cartuchos. É feita principalmente de chapas metálicas estampadas e azuladas.
A pistola possui um extrator de estojo externo no ferrolho que aciona um indicador de câmara carregada (que, visual e tatilmente, indica a presença de um cartucho na câmara). Há uma alavanca de segurança manual no lado esquerdo do ferrolho, com a posição para cima sendo "Seguro" e a posição para baixo sendo "Fogo" (há um ponto vermelho no ferrolho que fica oculto pela trava de segurança quando em "Seguro"). A posição "Seguro" desarmava o cão enquanto o gatilho permanecia na posição de ação simples e abaixava o percussor até uma posição onde a face do cão era fresada para evitar contato com o pino. Além disso, o percussor possui um gancho projetado na parte mais traseira que se encaixa na parte traseira do ferrolho para impedir o movimento para frente quando a trava de segurança é acionada. Quando a trava de segurança é desengatada, o gatilho retorna à extensão total para frente para permitir um primeiro acionamento de ação dupla. A P-83 também possui uma trava de segurança para o cão, semelhante a alguns revólveres.
O P-83 possui um mecanismo de liberação do carregador tradicional europeu e uma alça para cordão no lado esquerdo, na base da empunhadura. O mecanismo de liberação do carregador é tensionado pela mola do cão como medida de simplificação.
Os painéis da empunhadura são feitos de plástico preto ranhurado, que formam as laterais e a parte traseira da seção da empunhadura e são fixados por um único parafuso.

## Versão civil
As armas civis têm miras de formatos diferentes, um cão arredondado e marcações diferentes no ferrolho: uma águia polonesa seguida por "RADOM wz. P-83 9×18 POLAND Z.M. ŁUCZNIK". O nome da empresa importadora está estampado no lado esquerdo da armação.